# Sergej Orloff
Sergej Orloff je izmišljeni lik iz talijanskog stripa Martin Mystère. On je isprva bio veliki prijatelj naslovnog junaka, Martina Mystèrea, da bi poslije postao njegov najveći neprijatelj.

## Životopis
Sergej i Martin su bili veliki prijatelji još otkako su bili studenti, i dijelili su želju za saznanjem i otkrivanjem najdubljih tajni prošlosti Zemlje. U potrazi za odgovorima, započeli su ekspediciju u Nepal, gdje su otkrili budistički samostan Lamaseraj, smješten izvan granica vremena i prostora. Ondje su stekli duhovnog učitelja Kut Humija, koji je nakon duge obuke svakome dao po jednu murchandu, lasersko oružje staro tisuće godina koje je potjecalo s izgubljenog kontinenta Mu. No rekao im je također i da će oni koristiti to oružje u različite svrhe.
Martin i Sergej su se vratili u civilizaciju, ali Sergej se počeo mjenati, sve se više udaljavao od Martina i svoje djevojke Christine. Tijekom jednog zimskog odmora u Švicarskoj, Christine i Sergej su se posvađali oko murchande te ju je Sergej u bijesu udario, na što je ona uplakana, izašla na skijama i poginula pavši u provaliju pred Sergejevim očima.
Orloff si nikada to nije oprostio i taj događaj je u njemu potakao njegovu mračnu stranu. Tijekom jedne arheološke ekspedicije u Meksiku, Orloff je murchandom ubio vladinog nadzornika kako ne bi morao pronađeno arheološko blago predati nekom muzeju, i tada su Martin i on raskinuli prijateljstvo.
1978., Orloff je pronašao Grad prozirnih sjenki, izgubljeno mjesto u planinama Mongolije, nastanjeno neandertalcima. Orloff je zarobio jednog od njih, i počeo ga mučiti kako bi mu ovaj odao položaj antimaterije, za koju je vjerovao da je skrivena u gradu. No tada se pojavio Martin, kako bi spriječio Orloffa u njegovim zlim nakanama. U borbi koja je uslijedila, Orloff je nestao zahvaćen plamenom. Neandertalac kojega je Orloff mučio, Java, pošao je s Martinom u vanjski svijet.
No Orloff je preživio eksploziju, iako je ostao strahovito unakažen. Izgubio je desnu ruku, desno oko, i pola lica. No grupa kriminalaca, zainteresirana za položaj Grada prozirnih sjenki, podvrgla je Orloffa najboljem liječenju, te je njihov glavni liječnik, doktor Blackjack, Orloffu presadio robotičku ruku umjesto izgubljene, te je u nju ugradio i murchandu.

## Animirana serija
U kanadskoj animiranoj seriji Martin Mystery, u epizodi The Return Of The Beasts pojavljuje se ludi paleontolog koji od fosila pravi žive dinosaure s ciljem da zavlada svijetom. Taj lik u potpunosti izgleda kao i Orloff tj. nosi njegovu masku, lice podsjeća na njegovo, i ima mehaničku desnu šaku. Taj lik se pojavljuje samo u toj jednoj epizodi i glas mu posuđuje kanadski glumac Paul Dobson. 